# Nordenskiöld Site 16
Le Nordenskiöld Site 16 est une structure troglodytique du comté de Montezuma, dans le Colorado, aux États-Unis. Elle est protégée au sein du parc national de Mesa Verde.